# مانورهای بزرگ
مانورهای بزرگ (فرانسوی: Les Grandes Manœuvres‎) یا مانور بزرگ (به انگلیسی: The Grand Maneuver) یک فیلم درام رمانتیک به کارگردانی رنه کلر محصول سال ۱۹۵۵ سینمای فرانسه است.

## بازیگران
- میشل مورگان
- ژرار فیلیپ
- ژان دسایی
- ایو روبر
- بریژیت باردو
- ماگلی نوئل
- کلود ریش
- دنی کارل
- گابریل فونتان
- ژاک فرانسوا
- لیز دولامار
- میشل پیکولی
- پل فور
- پل پربوآ
- پیر دوکس
- روژه ونسان
- اولیویه هوسنو